# Максимов, Сергей Александрович (футболист, 1949)
Сергей Александрович Максимов (14 октября 1949) — советский футболист, выступавший на позиции полузащитника, казахстанский футбольный тренер. Сыграл восемь матчей в высшей лиге СССР.

## Биография
Воспитанник чимкентского футбола, первый тренер — Виктор Петрович Плясунов. Начал играть в футбол на взрослом уровне в команде «Металлург» (Чимкент), также в начале карьеры выступал за «Лениногорец».
В 1972 году перешёл в «Кайрат». Дебютный матч в составе команды сыграл в рамках Кубка СССР 15 марта 1972 года против московского «Локомотива». В высшей лиге дебютировал 4 апреля 1972 года в матче с московским «Торпедо». Всего в высшей лиге сыграл восемь матчей и уже летом 1972 года вернулся в Чимкент. В дальнейшем выступал также за «Химик» из Джамбула.
С конца 1980-х годов работал тренером в чимкентском клубе, носившем в это время названия «Мелиоратор» и «Жигер». В 1993—1994 и 1997—1998 годах был главным тренером. В 1994 году под его руководством команда завоевала бронзовые медали чемпионата Казахстана. В 2001 году работал директором вновь образованного шымкентского клуба «Достык».

## Личная жизнь
Женат. Двое сыновей. Младший Сергей (род. 1982) играл в футбол в командах «Жемчужина», «Астана», «Ордабасы», тренер.